# Albariño

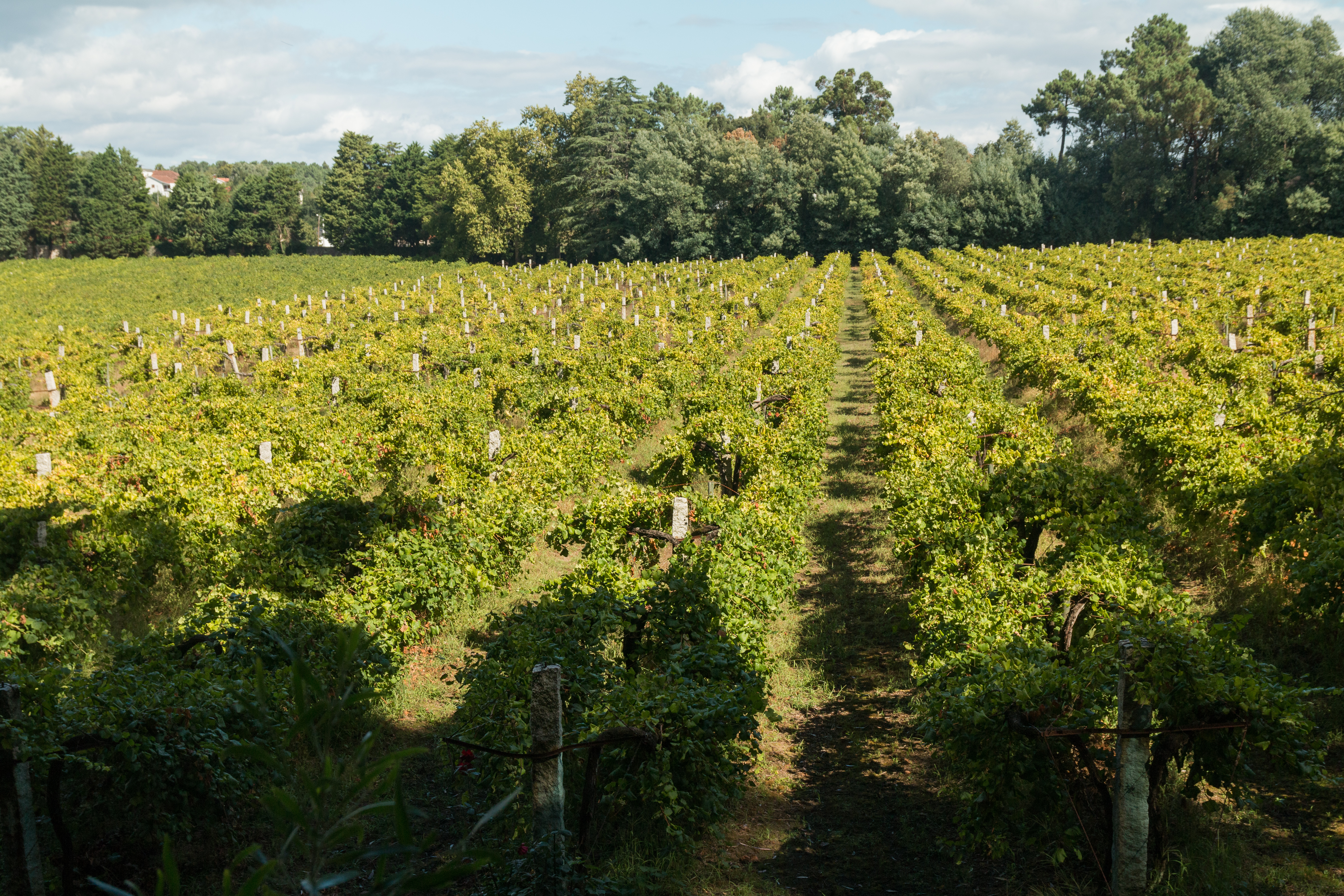
Nho Albariño được trồng tại Tây Ban Nha

Albariño (phát âm tiếng Galicia: [alβaˈɾiɲʊ]) hoặc Alvarinho (tiếng Bồ Đào Nha: [aɫvaˈɾiɲu]) là một loại nho màu trắng được dùng để làm rượu nho ở Galicia (Tây Bắc Tây Ban Nha), Monção và Melgaço (phía tây bắc Bồ Đào Nha), nơi nó được sử dụng để làm các loại rượu vang trắng. Albariño là tên tiếng Galicia của loài này; còn ở Bồ Đào Nha nó được gọi là Alvarinho và đôi khi là Cainho Branco.
Nó có thể đã được đưa đến Bán đảo Iberia bởi các nhà sư Cluny vào thế kỷ 12. Trong tiếng Galicia, tên của nó "Albariño" xuất phát từ albar,có nghĩa là "trắng", và trong tiếng Latin là từ albus, nghĩa là "trắng" . Nó từng được coi là một bản sao Riesling có nguồn gốc từ vùng Alsace của Pháp, mặc dù những ghi chép đầu tiên về Riesling là một giống nho có từ thế kỷ 15, thay vì thế kỷ 12. Người ta cũng đưa ra giả thuyết rằng nho là họ hàng gần của giống nho Pháp Man Manseng.
Không nên nhầm lẫn với nho Alvarinho Liláz của Madeira.

## Vùng chính
Tây Ban Nha sản xuất nho Albariño ở Rías Baixas DO, đặc biệt là ở thị trấn Cambados, Condado do Tea và ở Barbanza e Iria. Nó cũng phổ biến ở vùng Vinho Verde của Bồ Đào Nha, nhưng nó chỉ được phép trồng ở Monção và Melgaço. Ở các địa điểm khác như Ribeiro, Lima, Braga hay Valdeorras, nó thường được trồng với các loại nho khác như Loureiro, Godello, Caiño, Arinto hoặc Treixadura để sản xuất rượu vang pha trộn. Sự pha trộn như vậy là phổ biến trên khắp Galicia cho đến khoảng năm 1985; Khi Rías Baixas DO được thành lập trên cơ sở thử nghiệm vào năm 1986, Albariño bắt đầu nổi lên như một giống tốt, cả trong nước và quốc tế. Sự xuất hiện gần đây của nó như một loại rượu vang đã khiến các loại rượu vang được "chế tạo cho các khẩu vị của châu Âu, châu Mỹ và xa hơn và cho những người uống rượu muốn hương vị sạch và trái cây chín, phong phú" và dẫn đến rượu vang hoàn toàn khác với các loại rượu được sản xuất qua sông ở Bồ Đào Nha.
Albariño hiện được sản xuất ở một số vùng ở California bao gồm Thung lũng Santa Ynez, Clarksburg, Napa, Thung lũng Edna và Los Carneros AVAs. Albariño cũng được sản xuất tại Oregon, đầu tiên bởi Abacela Winery  tại Umpqua Valley AVA, và ở bang Washington.
Trong những năm gần đây, Albariño đã thu hút sự chú ý của các nhà sản xuất rượu vang Úc, một số người hiện đang sản xuất rượu vang loại thượng hạng. Tuy nhiên, gần đây người ta đã phát hiện ra rằng những người trồng nho và sản xuất rượu vang ở Úc đã cung cấp và bán nhầm Albarino trong hơn một thập kỷ. Họ nghĩ rằng họ đang đổ tiền vào thị trường cho nho Tây Ban Nha, chỉ để phát hiện ra rằng họ đã bán không đúng cách nho Savagnin của Pháp.
Một chuyên gia người Pháp đến thăm Úc đã đặt ra câu hỏi vào năm 2008 và xét nghiệm DNA đã xác nhận rằng nho thực chất là Savagnin của Pháp. Hầu như tất cả các loại rượu Rlbarino là Savagnin.

## Đặc điểm rượu vang

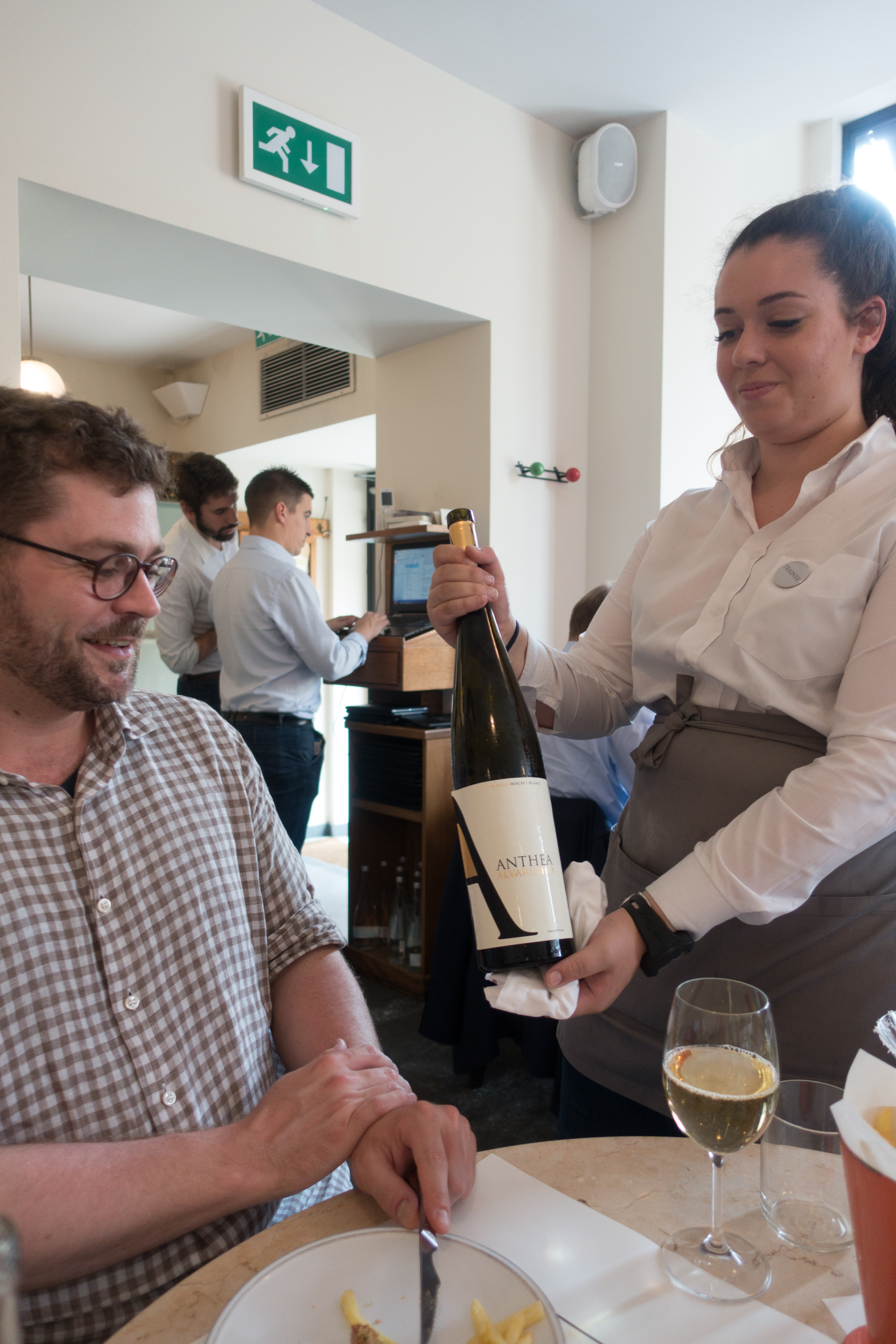
Rượu nho Albariño được phục vụ trong nhà hàng

Nho được biết đến bởi mùi thơm đặc biệt, rất giống với Viognier, Gewurztraminer và Petit Manseng. Rượu được sản xuất có màu nhạt khác thường và có độ axit cao với nồng độ cồn là 11,5 - 12,5%. Da dày và số lượng lớn hạt có thể gây ra hậu vị đắng.

## Nghề trồng nho
Trong hàng trăm năm, Albariño có thể được tìm thấy mọc xung quanh thân cây dương và trong các bụi cây dọc theo rìa bên ngoài của một cánh đồng. Một thực tế mà một số người trồng vẫn còn sử dụng chúng ở vùng Vinho Verde của Bồ Đào Nha. Tuy nhiên, vào giữa thế kỷ, những người trồng đã đầu tư lớn và trở thành những người trồng nho chuyên nghiệp.. Khi được trồng trong vườn nho, dây leo cần được đào tạo với những tán cây lớn để chứa 30 đến 40 chồi trên mỗi cây nho là điển hình. Nho đáp ứng tốt với nhiệt độ và độ ẩm mặc dù năng suất cao và chùm thường giữ cho nho trong phạm vi của độ chín.

## Cách gọi khác
Albariño còn được gọi với cái tên Albarina, Alvarin Blanco, Alvarinha, Alvarinho, Azal Blanco, Galego và Galeguinho.